# Il faut du temps (je me battrai pour ça)
"Il faut du temps (je me battrai pour ça)" är en fransk låt framförd av Sandrine François för Frankrike i Eurovision Song Contest 2002. Låten skrevs av Rick Allison, Marie-Florence Gros och Patrick Bruel.
I Fame Factory framförde Dajana Lööf låten under titeln "Som en blomma slår ut" med en svensk text som hon skrev tillsammans med Johan Thorsell. Låten släpptes som singel 2003.